# Brecht (Germania)
Brecht è un comune di 251 abitanti della Renania-Palatinato, in Germania.

Appartiene al circondario (Landkreis) Eifelkreis Bitburg-Prüm (targa BIT) ed è parte della comunità amministrativa (Verbandsgemeinde) di Bitburger Land.

## Geografia fisica
Il territorio del comune è bagnato dal fiume Prüm.